# Markéta Procházková
Markéta Procházková (* 25. únor 1986, Jihlava) je česká muzikálová zpěvačka, vítězka pěvecké soutěže Jihlavský slavík a televizní soutěže Rozjezdy pro hvězdy.

## Životopis
Narodila se 25. února 1986 v Jihlavě. Zde také do svých 19 let žila a studovala. V roce 2003 vyhrála pěveckou soutěž Jihlavský slavík a následně se stala i absolutní vítězkou televizní soutěže Rozjezdy pro hvězdy.
Po tomto úspěchu se rozhodla věnovat se zpěvu profesionálně. Po gymnáziu začala studovat Konzervatoř Jaroslava Ježka se zaměřením na muzikálové herectví, studium úspěšně zakončila v roce 2011 absolutoriem. O roku 2017 působí na Konzervatoři Jaroslava Ježka rovněž jako pedagog zpěvu. Nyní Markétu můžeme vídat v mnoha českých muzikálech.
Zahrála si také malou epizodní roli v seriálu Ulice na podzim 2013 také ve známém seriálu Gympl s (r)učením omezeným, kde ztvárnila roli romské kuchařky Zuzany Červeňákové. Roku 2016 soutěžila v druhé řadě pořadu Tvoje tvář má známý hlas. 
V roce 2024 získala cenu Thálie v kategorii opereta, muzikál za roli Velmy Kelly v muzikálu Chicago v Národním divadle moravskoslezském v Ostravě.

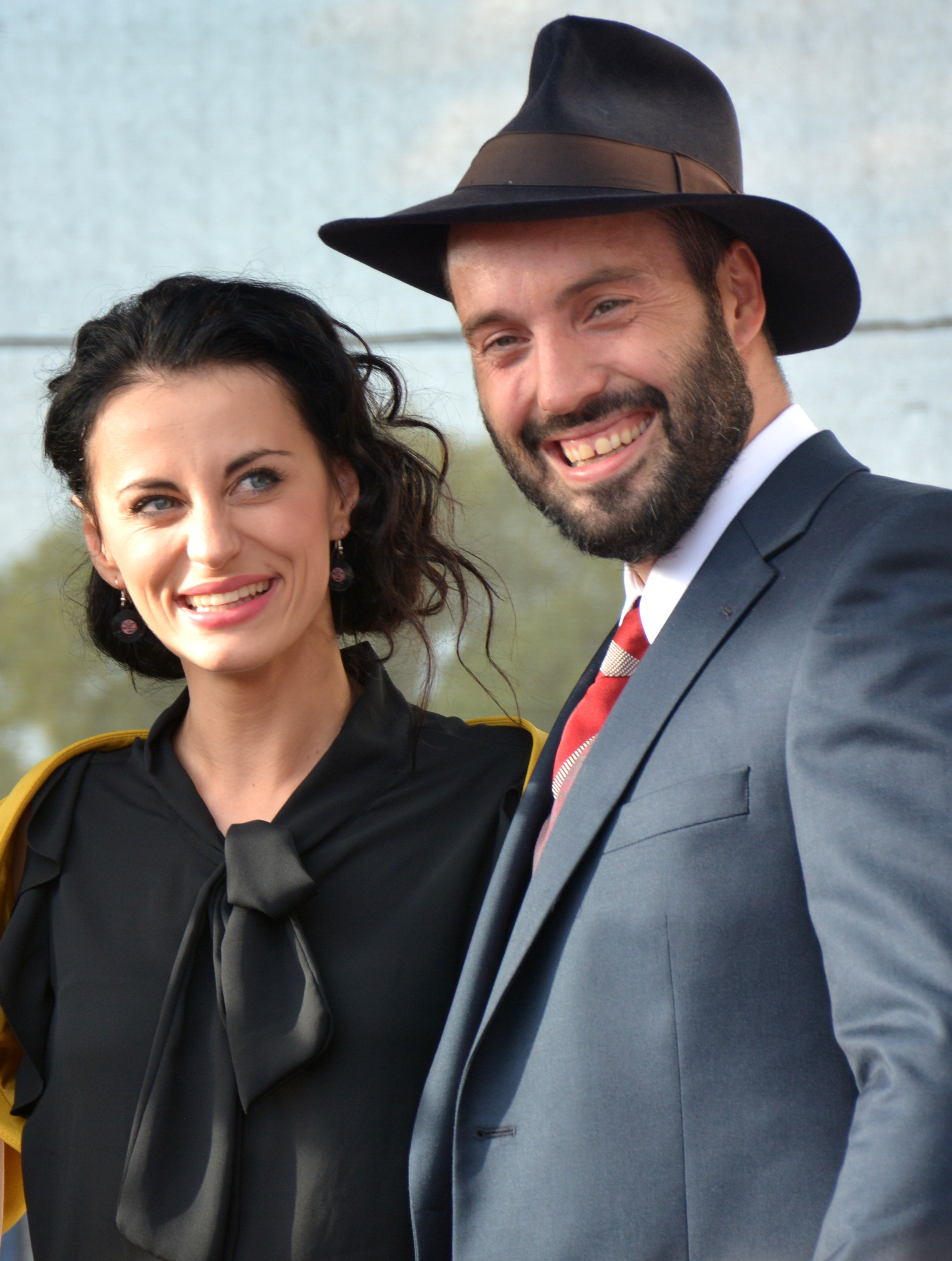
Markéta Procházková s Václavem Noid Bártou v kostýmech Bonnie & Clyde ze stejnojmenném muzikálu Hudebního divadla v Karlíně (2016)

## Role v muzikálech
- Miss Saigon – Gigi
- Adéla ještě nevečeřela – průvodkyně děje
- Mona Lisa – Margareta Amadori
- Touha – Hanka, Roma/Fantomima, Karin
- Bílý Dalmatin – Beruška
- Příběh ulice – Mialu
- Baron Prášil – Gita
- Ať žije rockenroll – Muzikantská liduška
- Tři mušketýři – Constance
- Kat Mydlář – Bětuška
- Quasimodo – Esmeralda
- Pomáda – Rizzo
- Klíč králů – Efine
- Rent – Mimi Marquez
- Mata Hari – Margaretha Zelleová (mladá Mata Hari)
- Krysař – Agnes
- Adam a Eva – Eva
- Horečka sobotní noci – Stephanie
- Tajemství – Eliška
- Atlantida – Brejny
- Angelika – Montespane
- Bonnie & Clyde – Bonnie
- Rocky – Adriana
- Čas růží – Aneta
- Kočky - Národní divadlo moravskoslezské, 2018, - Demetra